# 歌の祭典 (NHK)
『歌の祭典』（うたのさいてん）は、1968年4月7日から1971年4月4日までNHK総合テレビで放送されていた歌謡番組である。初回からカラー放送である。

## 概要
前番組『歌のグランド・ショー』のリニューアル版で、NHK東京放送会館に併設されていた初代NHKホール（1973年6月から運用されている現在のNHKホールとは別物）で毎週公開収録を行っていた。司会は、1970年2月8日放送分まではダークダックスと伊東ゆかりが、同年2月15日放送分からは谷啓と森山良子が務めていた。

## 放送時間
いずれも日本標準時。 別の時間帯での再放送あり。
- 日曜 19:30 - 20:15 （1968年4月7日 - 1969年4月6日）
- 日曜 19:20 - 20:00 （1969年4月13日 - 1971年4月4日） - 10分繰り上げ。同時に放送枠が5分縮小。